# カンダハル 突破せよ
『カンダハル 突破せよ』（原題：Kandahar）は、2023年公開のアメリカ合衆国のアクションスリラー映画。
Mitchell LaFortuneが脚本を担当し、リック・ローマン・ウォーが監督を務めた。主演はジェラルド・バトラー（プロデューサーも兼任）で、ナヴィド・ネガーバン、アリ・ファザル、Bahador Foladi、Nina Toussaint-White、ヴァシリス・コウカラーニ、マーク・アーノルド、コリー・ジョンソン、トラヴィス・フィメル等が脇を固める。
2023年5月26日、オープン・ロード・フィルムズ配給で劇場公開された。

## あらすじ
アメリカと多国籍軍は2021年にアフガニスタンから完全撤退したが、「影の戦争」は続いていた。MI6の秘密工作員であるトム・ハリスは、CIAの要請を受けてイランに潜入し、地下核施設のシステム情報をCIAに送るミッションに成功した。CIAは遠隔操作によって原子炉のメルトダウンを引き起こし、核施設は崩壊した。
空港に向かい、娘の高校卒業式に間に合うようにロンドンに帰ろうとするトム。だが、乗り継ぎのドバイ国際空港まで来たところで、指示役のローマンに呼びつけられた。CIAは、イランの核爆弾製造を阻止するために、さらにダイバードにある秘密滑走路を奪うことを計画していたのだ。
中東の女性ジャーナリストであるルナ・クジャイは、「影の戦争」に反対するアメリカ国防総省の協力者から、CIAの中東での全作戦の情報を入手し、ドイツの新聞社に連絡した。だが、電話を盗聴したイランの手先に拉致され、核施設爆破の犯人名を尋問された。
アフガニスタン人のモハメド(通称モー)は、祖国を逃れて今はボルチモアに住んでいるが、身分を偽って帰国した。ヘラートの町で教師をしている妻の妹が行方不明になり、捕まれば拷問死と承知で探しに来たのだ。偽のパスポートなどを調達するために、モーは地下組織の力を借り、ヘラートで通訳の仕事をするよう指示されていた。
新たな作戦の遂行のために、まずアフガニスタンに移動し、ヘラートで通訳のモーと落ち合うトム。そこから砂漠を超えてイランに入る予定だったが、その前にルナが得たCIAの秘密情報が全世界のニュース番組で報道された。核施設破壊の犯人として、トムの顔写真も公開され、イランはトムを捕えるためにアフガニスタンに人員を送った。アフガニスタンで互いに殺し合っている様々な勢力も、トムを高額でイランに売りつける機会を狙い始めた。
脱出地点を求めるトムに、640キロ離れたカンダハルの基地に輸送機が一分間だけ着陸するとの情方が入った。英国の特殊部隊がアルカイダの高官を追ってアフガニスタンに入っていたのだ。タイムリミットは30時間と聞き、車でヘラートからの脱出を図るトムとモー。だが、直後からイランの追跡が始まった。
隣国パキスタンのISIに所属するナズィールはアフガニスタンでタリバンの指導者たちと対等に話し、金や名誉をチラつかせてタリバン兵を動かすコツにも通じた男だった。イランの動きを盗聴したISIは、トムを高値で売るためにナズィールに捕獲を命じた。得意のバイクで砂漠を疾走し、単独でトムを追うナズィール。
町なかでイランの車とカーチェイスし、砂漠に逃れるトムとモー。妻の妹を探すためにヘラートの町に戻ると言い張るモーに、トムは必ず一緒に探すと約束し、今は共にカンダハルを目指すことを納得させた。しかし、深夜にはヘリコプターが急襲してきた。なんとか撃墜したが車が大破し、歩いて先を急ぐトムたち。
CIAは無人偵察機のカメラでトムの行動を追っていたが、夜のうちに見失った。トムの指示役であるローマンは単身で救助に向かい、かねて共に戦ったアフガニスタンの特殊部隊と合流した。
砂漠でタジク人の軍閥を率いるラバニに助けを求めるトム。金のためなら、どの組織とでも組むラバニはトムを歓迎したが、モーはラバニを裏切り者と呼んだ。金のために人を殺すラバニのせいで、モーの息子は死んだのだ。だが、敬虔なムスリムであるモーは教えに従って敵を許し、トムたちは車を得て出発した。誰でも裏切るラバニはISIにトムの情報を売り、バイクで追跡するナズィールは、トムの目的地がカンダハルであることを知った。
ナズィールに使われているタリバン兵に急襲され、捕らわれるトムとモー。彼らはアメリカヘ逃げたモーを許さず、痛めつけた。そこへ駆け付け、トムたちを救出するローマンとアフガニスタン特殊部隊。タリバン討伐のために戦い続ける特殊部隊と別れて、トムたちは3人でカンダハルを目指した。だが、追跡してきたナズィールとの銃撃戦でローマンが射殺された。さらに50台以上のタリバンの部隊が迫って来た。目指す基地を目の前にして車が大破し負傷するトムとモー。
ナズィールを銃撃戦で倒したが、タリバンが迫り覚悟を決めるトムとモー。その様子を無人偵察機のカメラで見ていたCIAの副長官は条約を無視して偵察機からの爆弾投下を命じた。突然の空爆で全滅するタリバン軍。トムとモーはタリバンの車を奪って輸送機に急ぎ、間一髪で飛び立った。
イランに囚われていた女性ジャーナリストのルナは用済みで釈放され、トムは卒業式前に帰国して愛する娘と再会し、モーはボルチモアの家族のもとへ帰り着いた。

## キャスト
※括弧内は日本語吹替
- トム・ハリス - ジェラルド・バトラー（宮内敦士）
- モハメド・“モー”・ダウド - ナヴィド・ネガーバン（平林剛）
- カヒル・ナズィール - アリ・ファザル（橋本雅史）
- ファルザド・アサディ - バハドール・フォラディ（山中誠也）
- ルナ・クジャイ - ニーナ・トゥーサント＝ホワイト（英語版）（桃江トウコ）
- Bashar - ヴァシリス・コウカラーニ（英語版）
- マーク - マーク・アーノルド（英語版）
- オリヴァー・アルトマン - トム・リース・ハリーズ（英語版）
- クリス・ホイト - コリー・ジョンソン
- ローマン - トラヴィス・フィメル[4]（菊池康弘）
- Siraj Agha - Ravi Aujla
- イスマイル・ラバニ - レイ・ハラティアン
- アイダ・ハリス - オリヴィア＝マイ・バレット（英語版）
- コリーヌ・ハリス - レベッカ・カルダー（英語版）（声の出演）
- Ahmed Nasiri - Faizan Munawar Varya

## 製作
2016年6月、元軍情報部要員のMitchell LaFortuneが、自らが執筆したオリジナル脚本『Burn Run』をサンダー・ロード・フィルムズに売却した。『Burn Run』は、アメリカ国防情報局で働いていた彼が、スノーデンのリーク事件のあった2013年にアフガニスタンに派遣されていた経験を基にしている。

### キャスティング & 撮影
2020年6月、ジェラルド・バトラーが『Kandahar』と改題された本作の製作と主演を務めることが発表され、『エンド・オブ・ステイツ』（2019年）と『グリーンランド -地球最後の2日間-』（2020年）で二度タッグを組んだリック・ローマン・ウォー監督と再びタッグを組むこととなった。
2021年12月、アリ・ファザルとナヴィド・ネガーバンがキャストに加わった。同年12月2日、撮影の大部分がサウジアラビアで行われることになり、同地にて撮影が始まった。これにより、本作は同国のアル・ウラーとジッダで撮影された初のアメリカ製大作映画となった。Nina Toussaint-WhiteとBahador Foladiが同月末に合流した。撮影は2022年1月に終了した。

## 公開
2022年9月、オープン・ロード・フィルムズが数千万ドルもの契約で本作の米国での配給権を取得した。2023年1月、本作が2023年5月26日に劇場公開されることが発表された。